# (10176) Gaiavettori
(10176) Gaiavettori (1996 CW7) – planetoida z pasa głównego asteroid okrążająca Słońce w ciągu 3,31 lat w średniej odległości 2,22 j.a. Odkryta 14 lutego 1996 roku.